# Сравнительные жизнеописания
Сравни́тельные жизнеописа́ния (др.-греч. Βίοι παράλληλοι) — произведение древнегреческого писателя Плутарха, написанное в I—II веке н. э. и состоящее из двадцати трёх парных биографий известных греков и римлян. Иногда к ним также добавляют пять сохранившихся одиночных биографии.

## История

### Хронология написания
Исследователи отмечают, что определение относительной хронологии сочинений Плутарха сложнее установления абсолютной хронологии. Последовательность написания биографий точно не установлена, но ряд биографий содержат отсылки к сочинениям, уже существовавшим на момент написания. Так, биография Диона была написана после Тимолеонта, Брута — после Цезаря, Камилла — после Ромула, Тесея и Ромула — после Ликурга и Нумы, Демосфена и Кимона и т. д. Трижды Плутарх называет порядковые номера отдельных биографий: пара Демосфен—Цицерон была пятой по счёту, Перикл—Фабий Максим — десятой, Дион—Брут — двенадцатой.
Наиболее ранними биографиями Плутарха чаще всего считают непарные (Артаксеркс, Гальба, Отон, Арат), которые обычно рассматриваются отдельно — в них ещё не сформировался стиль, характерный для собственно «Сравнительных жизнеописаний».
Существует версия, что несколько пар биографий могли быть завершены и распространены группами: к первой группе относят биографии Фемистокла—Камилла, Ликурга—Нумы, Тесея—Ромула, ко второй — Диона—Брута, Тимолеонта—Эмилия Лепида, Александра—Цезаря. Таким образом, упоминания о других произведениях позволяют говорить не о хронологической последовательности, а о синхронности нескольких произведений.
Исследователь C. P. Jones составил следующую последовательность создания биографий:
- 1: Эпаминонд—Сципион;
- 2—4: Кимон—Лукулл, Пелопид—Марцелл, Эвмен—Серторий или Филопемен—Фламинин;
- 5: Демосфен—Цицерон;
- 6: Ликург—Нума;
- 7—9: Тесей—Ромул, Фемистокл—Камилл, Лисандр—Сулла;
- 10: Перикл—Фабий Максим;
- 11: Эвмен—Серторий, Солон—Попликола, Филопемен—Фламинин; в случае, если последняя пара относится к 2—4, то Аристид—Катон или Агис и Клеомен — Гракхи;
- 12: Дион—Брут;
- 13—14: Тимолеонт—Эмилий Лепид, Александр—Цезарь;
- 15: Агесилай—Помпей;
- 16—23: остальные; Алкивиад-Кориолан после Солон—Попликола, Фокион—Катон-младший после Аристид—Катон-старший.

Опираясь на указания в тексте, традиционно считают, что биографии Гальбы и Отона могли быть написаны в период с 79 по 96 год, а «Сравнительные жизнеописания» — с 96 по 120 год.
Биографии Лисандра—Сулла были написаны в 104—114 годах, поскольку Плутарх упоминает, что прошло почти двести лет после битвы при Орхомене. По схожим свидетельствам определяют, что биографии Ликурга—Нумы, Тесея—Ромула, Фемистокла—Камилла, Солона—Попликолы, Тимолеонта—Эмилия Лепида были написаны не раньше 96 года, биографии Диона—Брута были написаны не раньше 99 года, биографии Кимона—Лукулла были написаны не позже 114 года, а биографии Демосфена—Цицерона, Тесея—Ромула, Диона—Брута, Тимолеонта—Эмилия Лепида, Агиса и Клеомена — Гракхов были написаны не позже 116 года.

## Особенности
Традиционно считается, что работа была посвящена Квинту Сосию Сенециону — обращения к нему встречаются в тексте трижды.
Подбор героев биографий определялся, по-видимому, соответствием идеалу активного деятеля (прежде всего в политической сфере) — Демосфен и Цицерон, более известные как ораторы, представлены прежде всего как политические деятели. Большая часть героев для биографий «греческой части» — люди классического периода, в то время как среди римских персонажей большинство — представители Поздней республики. Отмечается, что Плутарх избирательно подходил к подбору персонажей и не включил в своё произведение, например, жизнеописание Филиппа Македонского, который был популярным героем эллинистических биографий. Единственную пару отрицательных, по его мнению, персонажей (Деметрий—Антоний) Плутарх включил, по его собственному признанию, в назидательных целях. Как отмечают, Плутарх не стремится дать подлинное жизнеописание своего героя, он ставил задачей показать великого человека, обрисовать его характер.

## Структура
Предполагают и существование серии биографий римских императоров от Августа до Вителлия (сохранились только биографии Гальбы и Отона). Известно о существовании ряда биографий, которые не сохранились: пара Эпаминонд — Сципион Африканский, а также Леонид, Аристомен, Диофант, Кратет, Пиндар, Геракл.
| Грек                  | Римлянин                       | Примечания                                                                                     |
| --------------------- | ------------------------------ | ---------------------------------------------------------------------------------------------- |
| Тесей                 | Ромул                          |                                                                                                |
| Ликург                | Нума Помпилий                  |                                                                                                |
| Солон                 | Публий Валерий Попликола       |                                                                                                |
| Фемистокл             | Марк Фурий Камилл              | Сопоставление не сохранилось                                                                   |
| Перикл                | Квинт Фабий Максим Веррукоз    |                                                                                                |
| Алкивиад              | Гней Марций Кориолан           |                                                                                                |
| Тимолеонт             | Луций Эмилий Павел Македонский |                                                                                                |
| Пелопид               | Марк Клавдий Марцелл           |                                                                                                |
| Аристид               | Марк Порций Катон Старший      |                                                                                                |
| Филопемен             | Тит Квинкций Фламинин          |                                                                                                |
| Пирр                  | Гай Марий                      | Сопоставление не сохранилось                                                                   |
| Лисандр               | Луций Корнелий Сулла           |                                                                                                |
| Кимон                 | Луций Лициний Лукулл           |                                                                                                |
| Никий                 | Марк Лициний Красс             |                                                                                                |
| Эвмен                 | Квинт Серторий                 |                                                                                                |
| Агесилай II           | Гней Помпей Великий            |                                                                                                |
| Александр Македонский | Гай Юлий Цезарь                | Сопоставление не сохранилось; конец биографии Александра и начало жизнеописания Цезаря утеряны |
| Фокион                | Марк Порций Катон Младший      | Сопоставление не сохранилось                                                                   |
| Агис IV и Клеомен III | Тиберий и Гай Семпроний Гракх  |                                                                                                |
| Демосфен              | Марк Туллий Цицерон            |                                                                                                |
| Деметрий I Полиоркет  | Марк Антоний                   |                                                                                                |
| Дион Сиракузский      | Марк Юний Брут                 |                                                                                                |

## Влияние
Влияние Плутарха сказывается уже в творчестве историков Аппиана Александрийского и Аминтиана, о Плутархе с уважением отзываются Апулей и Авл Геллий.

Трагедии Шекспира «Антоний и Клеопатра», «Юлий Цезарь» и «Кориолан» во многих деталях следуют за Плутархом. Плутарха ценили Рабле, Монтень, Мольер. Руссо отмечал огромное влияние его образов героев, которое он испытал в юности, с особенным интересом относился к бытовой детализации жизнеописаний. «Моралистический психологизм» его сочинений оказал существенное влияние на развитие биографической литературы в европейской традиции, а также романов. Возникли литературные подражания — например, сборники «Немецкий Плутарх», «Французский Плутарх», «Плутарх для юношества», «Плутарх для дам». В России обобщающим термином «Плутарх» даже стали называть любые биографии знаменитых людей, независимо от того, кому принадлежало их авторство. В драме «Разбойники» Ф. Шиллера Карл Моор восклицает: «О, как мне гадок становится этот век бездарных борзописцев, лишь стоит мне почитать в моём милом Плутархе о великих мужах древности». 

## Издания
Набиравшие популярность сочинения Плутарха начали издаваться вскоре после изобретения книгопечатания. «Сравнительные жизнеописания» были впервые изданы в 1470 году в Риме Джованни Антонио Кампано (по другой информации, римское издание напечатал Ульрих Хан) в латинском переводе, выполненном различными итальянскими гуманистами (см. выше). Инкунабула Кампани неоднократно переиздавалась. Editio princeps на языке оригинала было издано в 1517 году флорентийским издателем Филиппо Джунти под редакцией Эуфросино Бонино на основе двух рукописей, хранившихся во Флоренции. Издание Джунти считается не самым качественным и содержащим немало ошибок; кроме того, Плутарху была ошибочно приписана биография Эвагора, написанная Исократом. Джунти и Бонино не придали большого значения компаративистскому подходу Плутарха и озаглавили работу как «Жизни», т. е. биографии (др.-греч. Bioi, лат. Vitae). В 1519 году Франческо Азолано (Джан Франческо д'Азола), продолжатель Альда Мануция, издал в Венеции более качественный текст «Сравнительных жизнеописаний», причём в предисловии раскритиковал издание Джунти. Как и Джунти, д'Азола не предпринял попытку реконструировать оригинальный порядок биографий, задуманный Плутархом. «Моралии» были впервые изданы на языке оригинала раньше «Сравнительных жизнеописаний»: в 1509 году их издал Альд Мануций в Венеции.
Венецианские издания «Сравнительных жизнеописаний» и «Моралий» несколько десятилетий считались стандартными, хотя многие эмендации (исправления) были пересмотрены на основе изучения других рукописей. Так, в 1533 году Андрей Кратандер и Иоганн Бебель опубликовали в Базеле «Сравнительные жизнеописания», основанные на тексте д'Азолы с небольшими исправлениями. Продолжали совершенствовавться и латинские переводы, пришедшие на замену переводам итальянских гуманистов. Большой популярностью пользовались переводы «Сравнительных жизнеописаний» и «Моралий» на латинский язык Вильгельма Гольцмана (1561 и 1570). Почти одновременно с Гольцманом Герман Крузерий опубликовал в Базеле собственные переводы сочинений Плутарха на латинский язык, отличающиеся попыткой передачи стилистических особенностей текстов греческого автора.
По подсчётам Питера Бёрка, в 1450—1700 годах «Сравнительные жизнеописания» были изданы в Европе 62 раза (27 изданий на древних языках и 35 — на современных), что сделало его сочинение 13-м по популярности среди исторических произведений античных авторов.
В конце XIX века по результатам многовековой филологической работы началось издание текстов Плутарха с научно-критическим аппаратом, которые обычно используются современными исследователями и переводчиками, заменяя непосредственную работу с рукописями. Текст «Сравнительных жизнеописаний» для «Bibliotheca Teubneriana» в начале XX века подготовил шведский филолог Клас Линдског (первое издание публиковалось в 1914—1935 годах), а в третьем издании текст был дополнительно отредактирован Конратом Циглером. В середине XX века, почти одновременно с третьим тойбнеровским изданием, «Сравнительные жизнеописания» были изданы во французской серии «Collection Budé» под редакцией Робера Фласельера, Эмиля Шамбри и Марселя Жуно. Французское и третье немецкое издания незначительно отличались в отдельных эмендациях и в реконструкции генеалогического дерева рукописей, во французском издании отмечалась решительная критика «теории одного источника» в предисловии и ценные примечания к тексту.

## Переводы на русский язык
- Плутарховы Сравнительные жизнеописания славных мужей / Пер. С. Дестуниса. — Т. 1—13. — СПб., 1814—1821.
- Жизнеописания Плутарха / Пер. под ред. В. Герье. — М., 1862.
- Сравнительные жизнеописания / Пер. В. Алексеева. — Т. I—II. — М., 1889.
- Избранные биографии / Пер. под ред. С. Я. Лурье. — М.—Л., 1941.
- Сравнительные жизнеописания / Пер. С. П. Маркиша, М. Е. Грабарь-Пассек, С. И. Соболевского. — Т. I—III. — М.-Л., 1961—1964; второе издание: Т. I—II. М., 1994.